# Nitidoguina scutellata
Nitidoguina scutellata är en insektsart som beskrevs av Young 1986. Nitidoguina scutellata ingår i släktet Nitidoguina och familjen dvärgstritar. Inga underarter finns listade i Catalogue of Life.